# Opisthothylax immaculatus
Opisthothylax immaculatus is een kikker uit de familie rietkikkers (Hyperoliidae).

## Naam
De soort werd voor het eerst wetenschappelijk beschreven door George Albert Boulenger in 1903. Oorspronkelijk werd de wetenschappelijke naam Megalixalus immaculatus gebruikt. Het is de enige soort uit het geslacht Opisthothylax. De soortaanduiding immaculatus betekent vrij vertaald 'ongevlekt'.

## Uiterlijke kenmerken
De soort wordt ongeveer drie centimeter lang, de kleur van de bovenzijde is gelig tot oranje, de huid is wrattig. De buikzijde en onderzijde van de poten is lichtgeel. De pupil is verticaal, er is geen zichtbaar tympanum.

## Verspreiding en habitat
De kikker komt voor in Afrika: Congo-Kinshasa, Equatoriaal-Guinea, Kameroen, Gabon en Nigeria. De habitat bestaat uit vochtige laaglanden in bossen en langs rivieren, altijd in tropische en subtropische gebieden.

## Voortplanting en ontwikkeling
Opisthothylax immaculatus heeft een bijzondere ontwikkeling; het vrouwtje maakt een schuimnest dat in een blad wordt gevouwen. Nu zijn er wel meer kikkers die dit doen, maar deze behoren tot de schuimnestboomkikkers (Rhacophoridae). Het vrouwtje zet de eitjes af aan het uiteinde van een blad, waarna het gelei-achtige legsel met de achterpoten tot een schuimnest wordt geklopt. De ongepigmenteerde eitjes zijn relatief groot door de grote dooier, er worden dan ook relatief weinig eitjes geproduceerd. Het schuimnest wordt boven een oppervlaktewater afgezet, zodat de uitgekomen kikkervisjes na ongeveer drie weken direct in het water terechtkomen waar de verdere ontwikkeling tot kleine kikker plaatsvindt. De kikkervisjes lijken op die van Afrixalus- soorten en hebben geen tanden in tegenstelling tot vrijwel alle andere kikkersoorten. Ze leven waarschijnlijk van algen en in het water zwevende deeltjes.